# Ctenus macellarius
Ctenus macellarius este o specie de păianjeni din genul Ctenus, familia Ctenidae, descrisă de Simon, 1910.
Este endemică în Congo. Conform Catalogue of Life specia Ctenus macellarius nu are subspecii cunoscute.